# Талкавано
Талкавано (шп. Talcahuano) је општина у Чилеу. По подацима са пописа из 2002. године број становника у месту је био 161.692.

## Демографија
| 2002.   |
| ------- |
| 161,692 |